# Zotalemimon biplagiata
Zotalemimon biplagiata là một loài bọ cánh cứng trong họ Cerambycidae.